# RUAG
RUAG (originariamente Rüstungs Unternehmen Aktiengesellschaft; Joint Stock Defense Company) è una società svizzera che si occupa di armi. Il suo quartier generale si trova a Berna. Ha stabilimenti di produzione in Svizzera (Aigle, Thun, Berna, Emmen, Altdorf, Riviera, Alpnach, Zweisimmen, Stans, e Interlaken), in Germania (Oberpfaffenhofen, Amburgo e Fürth), in Svezia (Göteborg, Linköping e Åmotfors), in Ungheria (Sirok), in Austria (Vienna, Berndorf) e in USA (Tampa), e vende ad aziende nel Regno Unito, Francia, Belgio, Brasile e in Malaysia.

## Struttura
La RUAG ha queste divisioni di produzione:
- RUAG Aviazione (manutenzione, riparazioni ed operazioni per uso civile e militare, produttore del Do228 NG, system solutions).
- RUAG Space (in Svizzera, Svezia e Austria).
- RUAG Ammotec (munizioni per piccole armi fino a 12.7 mm per difesa, forze dell'ordine, caccia e sport). La RUAG è anche il produttore originale del HG 85. I prodotti per il mercato civile vengono prodotti sotto il nome RWS, Geco, Rottweil. Fabbricati in Germania, Ungheria, USA e Svezia.
- RUAG Difesa (simulazione ed allenamento, telematica, manutenzione, network enabled operations, veicoli di supporto e combattimento, soluzioni di protezione etc.) Prodotti in Svizzera e Germania.
- RUAG Aerostrutture (componenti di manufattura, aerostrutture e riciclo con prodotti principalmente usati per il mercato civile).